# جو پینگ

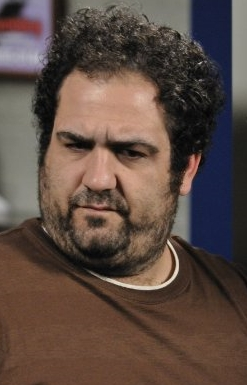
نگارهٔ جو پینگ، بازیگر و فیلمساز اهل کانادا - ۲۰۱۶

جو پینگ بازیگر و فیلمساز اهل کانادا است.
است.

## اوایل زندگی
پینگ در سنت کاترینز ، انتاریو به دنیا آمد و بزرگ شد.  او برای دوره ابتدایی و دبیرستان در کالج ریدلی شرکت کرد،   و در دانشگاه یورک در رشته تئاتر تحصیل کرد. 

## دوران کاری
جوزپه «جو» پینگه بازیگر کاراکتر کانادایی است. او برای بازی در نقش‌های فرعی در بسیاری از فیلم‌ها از جمله دوشیزه اسلون ، ویسکی‌بار آمریکایی ، پمپئی ،  ضد ویروس ،  قدیسان بوندوک ،  شرخر ،  کوری ،  کتاب الی.  نقشه‌های ستاره‌های سینما  و خانه رویایی شناخته می‌شود. 